# Adam Toczko
Adam Toczko (ur. 1965 w Gdyni) – polski producent muzyczny i inżynier dźwięku, perkusista. 

## Kariera
Laureat nagrody polskiego przemysłu fonograficznego Fryderyka. W latach 1995–1997 wraz z Tomaszem Bonarowskim tworzył duet realizatorski, który pracował w studiach Modern Sound w Gdyni, Deo Recordings w Wiśle oraz Studio Buffo w Warszawie. Od 1999 roku związany ze studiem nagraniowym Elektra, którego jest współwłaścicielem. Wykładowca Polskiego Instytutu Edukacji Audio – SWAM Institute w Warszawie.
Współpracował z takimi wykonawcami jak: Acid Drinkers, Apteka, Edyta Bartosiewicz, Blenders, Buldog, Coma, Flapjack, Golden Life, Hunter, Illusion, Kobong, Karcer, Kasia Kowalska, Paweł Kukiz, Lipali, Liroy, Maanam, Monika Brodka, Katarzyna Nosowska, O.N.A., Planeta, Pogodno, Pustki, Plateau, Sidney Polak, Kasia Stankiewicz, T.Love, SBB, Skinny Patrini, Sweet Noise, Szymon Wydra oraz Vader. W drugiej połowie lat 90. przyznał, że przy produkcji płyt czerpał inspiracje z brzmienia i z pomysłów poznanych w twórczości grupy Sepultura.

## Nagrody i wyróżnienia
| Rok  | Kategoria | Nagroda  | Uwagi     | Źródło |
| ---- | --- | -------- | --------- | ------ |
| 1994 | Najlepszy realizator dźwięku                                                                                          | Fryderyk | Nominacja | [ 6 ]  |
| 1995 | Najlepszy realizator dźwięku/najlepszy producent                                                                      | Fryderyk | Nominacja | [ 7 ]  |
| 1996 | Producent muzyczny roku                                                                                               | Fryderyk | Nominacja | [ 8 ]  |
| 1997 | Realizator dźwięku roku                                                                                               | Fryderyk | Nominacja | [ 9 ]  |
| 1998 | Realizator dźwięku roku                                                                                               | Fryderyk | Laur      | [ 10 ] |
| 1999 | Realizator dźwięku roku                                                                                               | Fryderyk | Nominacja | [ 11 ] |
| 2000 | Realizator dźwięku roku                                                                                               | Fryderyk | Nominacja | [ 12 ] |
| 2001 | Realizator dźwięku roku                                                                                               | Fryderyk | Nominacja | [ 13 ] |
| 2004 | Produkcja muzyczna roku (Sidney Polak – Otwieram wino; wraz z Sidneyem Polakiem, Kajetanem Aroniem i Szymonem Sieńko) | Fryderyk | Nominacja | [ 14 ] |
| 2004 | Produkcja muzyczna roku (Pogodno – Pielgrzymka psów; wraz z zespołem Pogodno)                                         | Fryderyk | Nominacja | [ 14 ] |